# Sant’Egidio in Trastevere (Kardinalstitel)
Der Kardinalstitel eines Kardinalpriesters von Sant’Egidio in Trastevere wurde von Papst Franziskus mit der Erhebung der gleichnamigen römischen Pfarrkirche Sant’Egidio in Trastevere und Sitzes der Gemeinschaft Sant’Egidio zur Titelkirche neu geschaffen.

## Geschichte
Der erste Titelinhaber war ab 2000 Kaplan der Gemeinschaft Sant’Egidio.

## Titelinhaber
| Name               | Land    | Geboren       | Verstorben               | Ernennung    | Ernennung   | Anmerkungen            |
| Name               | Land    | Geboren       | Verstorben               | am 1         | durch Papst | Anmerkungen            |
| ------------------ | ------- | ------------- | ------------------------ | ------------ | ----------- | ---------------------- |
| Matteo Maria Zuppi | Italien | 11. Okt. 1955 | NEIN – Alter: 69 Jahre 2 | 5. Okt. 2019 | Franziskus  | Erzbischof von Bologna |